# Proboštský palác (Bratislava)
Proboštský palác je dům v Bratislavě v Starém Městě na Kapitulské ulici. Na nádvoří paláce je sousoší sv. Alžběty z roku 1907, které přímo na místě vytesal z kamene sochař Alojz Rigele. Palác spolu se sousoším patří mezi slovenské národní kulturní památky.

## Dějiny
Budova v barokním stylu byla postavena v roce 1632. V současnosti zde sídlí Teologická fakulta Univerzity Komenského v Bratislavě.